# Senoculus zeteki
Senoculus zeteki är en spindelart som beskrevs av Arthur M. Chickering 1953. Senoculus zeteki ingår i släktet Senoculus och familjen Senoculidae.
Artens utbredningsområde är Panama. Inga underarter finns listade i Catalogue of Life.